# Psoralea implexa
Psoralea implexa är en ärtväxtart som beskrevs av Charles Howard Stirton. Psoralea implexa ingår i släktet Psoralea och familjen ärtväxter. Inga underarter finns listade i Catalogue of Life.